# Adina Blady-Szwajger

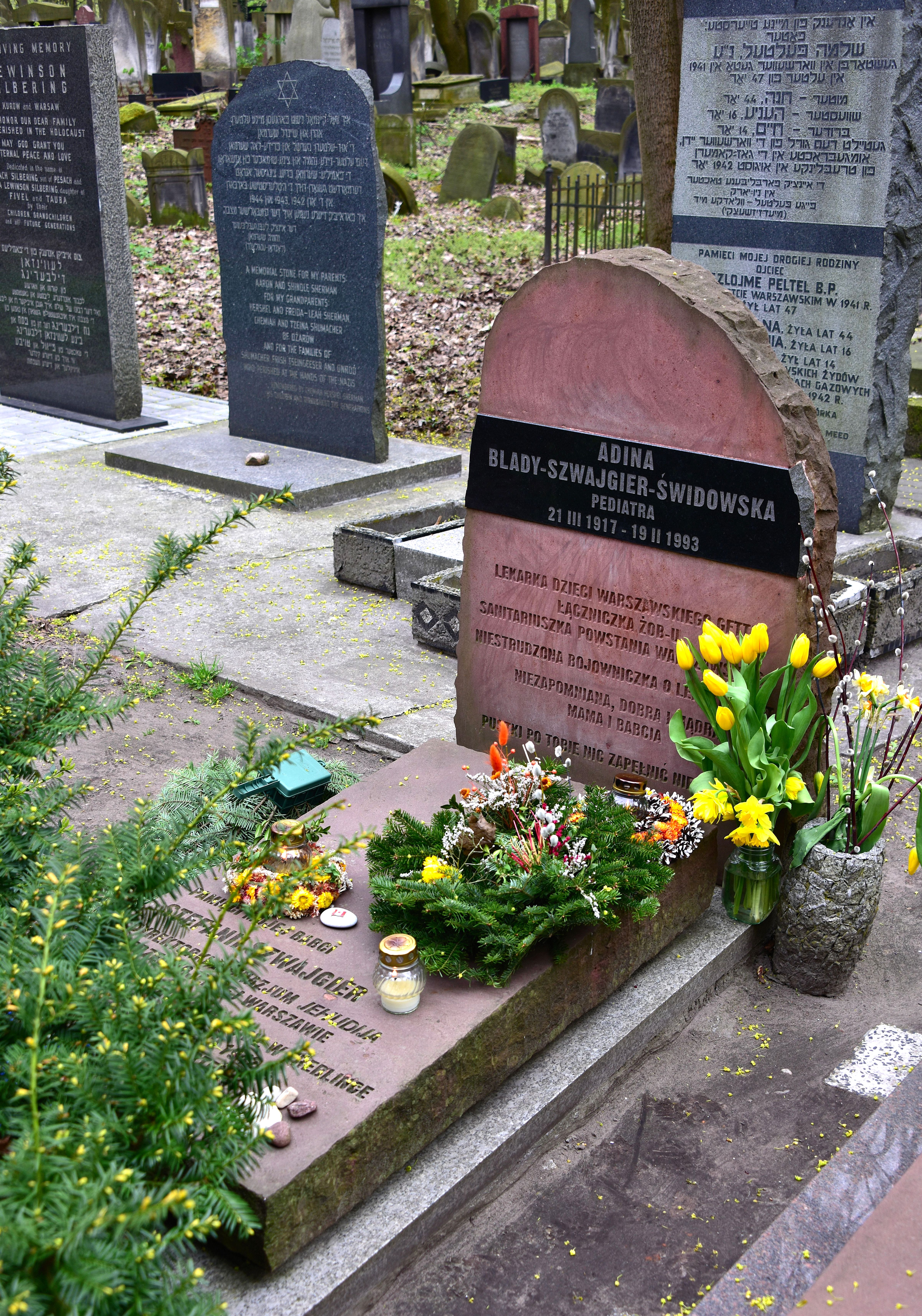
Grób Adiny Blady-Szwajger na cmentarzu żydowskim przy ul. Okopowej w Warszawie

Adina Irena Blady-Szwajger lub Szwajgier, po mężu Świdowska (ur. 21 marca 1917 w Warszawie, zm. 19 lutego 1993 w Łodzi) – polska lekarka pediatra żydowskiego pochodzenia, autorka wspomnień o Szpitalu Dziecięcym im. Bersonów i Baumanów w getcie warszawskim.

## Życiorys
Urodziła się w Warszawie w kamienicy przy ul. Świętojerskiej 30. Uczęszczała do żydowskiego żeńskiego gimnazjum „Jehudyja” z polskim językiem wykładowym. Po maturze w 1934 rozpoczęła studia medyczne na Uniwersytecie Warszawskim. W lipcu 1939 wyszła za mąż za studenta prawa Stefana Szpigielmana, który zginął w 1943. Na przełomie lat 1939 i 1940 miała ukończyć studia, jednak wybuch II wojny światowej pokrzyżował te plany. Na początku października wyruszyła na wschód i do grudnia przebywała we Lwowie, skąd następnie wróciła do Warszawy.
11 marca 1940 rozpoczęła pracę jako pediatra w Szpitalu Dziecięcym Bersohnów i Baumanów. Jesienią 1941 została przeniesiona do filii szpitala na Lesznie. Pierwsze dwie akcje wysiedleńcze przetrwała ukrywając się. 25 stycznia 1943 przeszła na „aryjską” stronę, gdzie została łączniczką Żydowskiej Organizacji Bojowej i kurierką poleconą przez Marka Edelmana. Organizowała m.in. pomoc w ucieczce z getta (w tym swojego męża, Stefana), dokumenty, szukała mieszkań, przenosiła broń, roznosiła pieniądze oraz zbierała informacje o obozach pracy dla Komitetu Koordynacyjnego. Pod koniec kwietnia 1943 udało jej się załatwić fałszywe dokumenty na nazwisko Irena Meremińska. Od tego czasu mieszkała z Marią Sawicką przy ul. Dzielnej, następnie przy ul. Miodowej 24. Latem 1943 i 1944 czasowo mieszkała także w Międzylesiu.
Na przełomie 1943 i 1944 pracowała w świetlicy Rady Głównej Opiekuńczej mieszczącej się w klasztorze salezjanów na Powiślu. Podczas powstania warszawskiego pracowała w szpitalu przy ul. Miodowej, a następnie przy ul. Mokotowskiej. 11 października 1944 ewakuowała się z Warszawy, konwojując grupę rannych do Milanówka. Do wyzwolenia mieszkała w Grodzisku Mazowieckim.
25 stycznia 1945 rozpoczęła pracę w Centralnym Komitecie Żydów Polskich jako referent do spraw dziecięcych i pediatra. W swoim zawodzie pracowała aż do przejścia na emeryturę. Zmarła w Łodzi. Jest pochowana w alei głównej cmentarza żydowskiego przy ulicy Okopowej w Warszawie (kwatera 12, rząd 2).

## Życie prywatne
Miała dwie córki. Hanna Zerbe (ur. 1945 r.) pracowała w służbie zdrowia, Alina Świdowska (ur. 1953) jest aktorką.